# María Gainza
María Gainza (Buenos Aires, 25 de diciembre de 1975) es una escritora y crítica de arte argentina. Considerada una de las escritoras contemporáneas más originales de la literatura en español, su obra se encuentra caracterizada por la hibridación genérica entre literatura y arte.
Su primer libro, El nervio óptico (2014), fue aclamado por la crítica y traducido a más de quince idiomas. En el 2019, recibió el Premio Sor Juana Inés de la Cruz por su primera novela, La luz negra (2018).

## Biografía

### Primeros años y labor como crítica
María Gainza nació el 25 de diciembre del año 1975 en la ciudad de Buenos Aires, Argentina, como hija de Máximo Gainza Castro, quien fue director propietario del diario argentino La Prensa. Realizó su educación primaria y secundaria en el Colegio Northlands de Olivos y estudió la carrera de Historia del Arte, pero la abandonó.
En el 2003, comenzó su trabajo como crítica de arte escribiendo artículos en periódicos y suplementos culturales como ArtNews, la revista Artforum, el suplemento Radar del diario Página/12 y la corresponsalía de The New York Times en Buenos Aires. Además, dictó cursos para artistas en el Centro de Investigaciones Artísticas, impartió talleres de crítica de arte en la Universidad Torcuato Di Tella y fue coeditora de la colección sobre arte argentino de la editorial Adriana Hidalgo.

### Trayectoria literaria
En el 2011, Gainza publicó su primer libro, Textos escogidos, una selección de sus ensayos sobre arte argentino. En el 2014, editó su primer libro de ficción, El nérvio óptico, que fue alabado por la crítica y traducido a más de quince idiomas. En el 2017, recibió el Premio Konex en la categoría de Artes Visuales.
En el 2018, publicó en su primera novela, La luz negra, que, en el 2019, recibió el Premio Sor Juana Inés de la Cruz. En el 2020, editó Una vida crítica, una edición ampliada de su primer libro de ensayos. En el 2021, publicó su primer poemario, Un imperio por otro.
En mayo del 2024, publicó Un puñado de flechas, donde nuevamente entrelazó textos acerca del arte y la literatura.

## Vida personal
En el 2015, falleció su primer marido. Vive en la ciudad de Buenos Aires, junto a su única hija.

## Obra

### Novela
- La luz negra (2018, Anagrama)

### Cuento
- El nervio óptico (2014, Mansalva)
- Un puñado de flechas (2024, Anagrama)

### Poesía
- Un imperio por otro (2021, Mansalva)

### Ensayo
- Textos elegidos (2011, Clave Intelectual)
- Una vida crítica (2020, Clave Intelectual)

## Premios
- 2017: Premio Konex en la categoría de Artes Visuales.[1]
- 2019: Premio Sor Juana Inés de la Cruz por La luz negra.[10]
- 2024ː Premio Konex en la categoría de Novela por el período 2014-2017.[14]